# Canal de Salwa
O Canal de Salwa é uma proposta de rota de navegação e projeto de turismo através da Arábia Saudita ao longo de sua fronteira com o Catar, efetivamente transformando este último em uma ilha.

## Histórico
A fronteira da Arábia Saudita com o Catar tem sido palco de vários confrontos violentos e os dois países apenas finalizado as suas fronteiras em 2001. Em junho de 2017, Arábia Saudita, juntamente com vários outros países cortaram as relações diplomáticas com o Catar e impuseram um bloqueio por terra, mar e ar. Em dezembro de 2017, a Arábia Saudita, disse que o fechamento da fronteira de Salwa e seria permanente.

## Proposta
Um leilão está previsto para acontecer no dia 25 de junho de 2018. A empresa vencedora desse leilão, está previsto para ser anunciada dentro de três meses, E deverá iniciar a construção imediatamente.
A proposta de hidrovia é de 200 m de largura e vai ser escavada a uma profundidade de até 20 m para fornecer um máximo de projeto naval de 12 m. Isso permitiria que o canal possa acomodar cargas, contêineres e navios de passageiros, até um comprimento de 295 m. O custo preliminar foi estimado em SR 2,8 bilhões (US$747m).
A proposta de canal, vai ser construído entre um e cinco quilômetros da fronteira do Catar, com a terra no lado da fronteira para ser usado pelos militares e guardas de fronteira.
A Proposta também tem uma racionalidade comercial com o desenvolvimento do turismo de resorts ao longo da nova hidrovia, incluindo hotéis e resorts com casas privadas. O plano ainda inclui a construção de portos e a possibilidade de uma zona de comércio livre.
O relatório do governo Árabe aponta que o projeto possa ser concluído no prazo de 12 meses, comparando-o com outro projeto de 72 km de via, do Canal de Suez, que demorou cerca de 12 meses para terminar. No entanto, apenas metade da distância envolvida precisou escavar novos cursos de água, enquanto que o restante foi apenas através do alargamento dos canais existentes.